# 홧김에?
"홧김에?"는 한국에서 제작된 김주희 감독의 1993년 영화이다. 소비아 등이 주연으로 출연하였고 정륭사 등이 제작에 참여하였다.

## 출연

### 주연
- 소비아
- 김경진
- 남정희